# Etiopské císařství
Etiopské císařství (amharsky የኢትዮጵያ ንጉሠ ነገሥት መንግሥተ, Mangista Ityop'p'ya?), známé též jako Habeš, byl africký stát rozkládající se na území dnešní Etiopie a Eritreje. Existovalo přibližně od roku 1137, kdy na etiopský trůn dosedla dynastie Zangweovců. Po nich nastoupila v roce 1270 Šalomounovská dynastie, která uhájila nezávislost Etiopie po 700 let a to i během tzv. „rvačky o Afriku“ mezi evropskými velmocemi během 19. století s výjimkou několika let během druhé světové války, kdy byla Etiopie obsazena italskými vojsky. Císařství, jako etiopské státní zřízení, se udrželo do roku 1975, kdy byla pučem monarchie svržena a nastolena levicová socialistická vláda.

## Zangwe a Šalomounovci
Historie nezávislé Etiopie se začala psát po smrti posledního aksumského krále kolem roku 1137. Zangweovci byli dynastií etiopského etnického původu a jejich moc nikdy nepřesáhla území, kde převažovalo etiopské obyvatelstvo. Nicméně dále podporovali christianizaci země a budování kostelů.

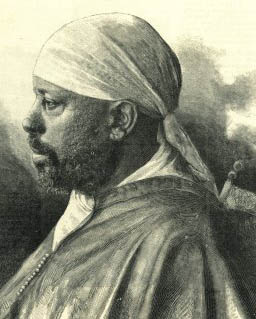
Císař Menelik II., vítěz od Adwy

Kolem roku 1270 byl poslední král z dynastie Zangwe svržen králem, který se prohlašoval za nástupce aksumských císařů a dědice šalomounovských vládců. Šalomounovci vzešli z etnické skupiny Habešanů, kterým také vládli (a po kterých byla Etiopie nepřesně přezdívána jako Habeš). Šalomounovci v zemi vládli s několika přestávkami od roku 1270 do 20. století. Za jejich vlády se zformovala Etiopie přibližně do současného rozsahu. Etiopští císařové si během své vlády podrobili většinu obyvatelstva žijícího v dnešní Eritreji a Etiopii. Úspěšně bojovali s tureckými i arabskými vojsky, která vtrhla do Etiopie, a navázali úspěšné kontakty s některými evropskými mocnostmi.

## Moderní dějiny

### 19. století

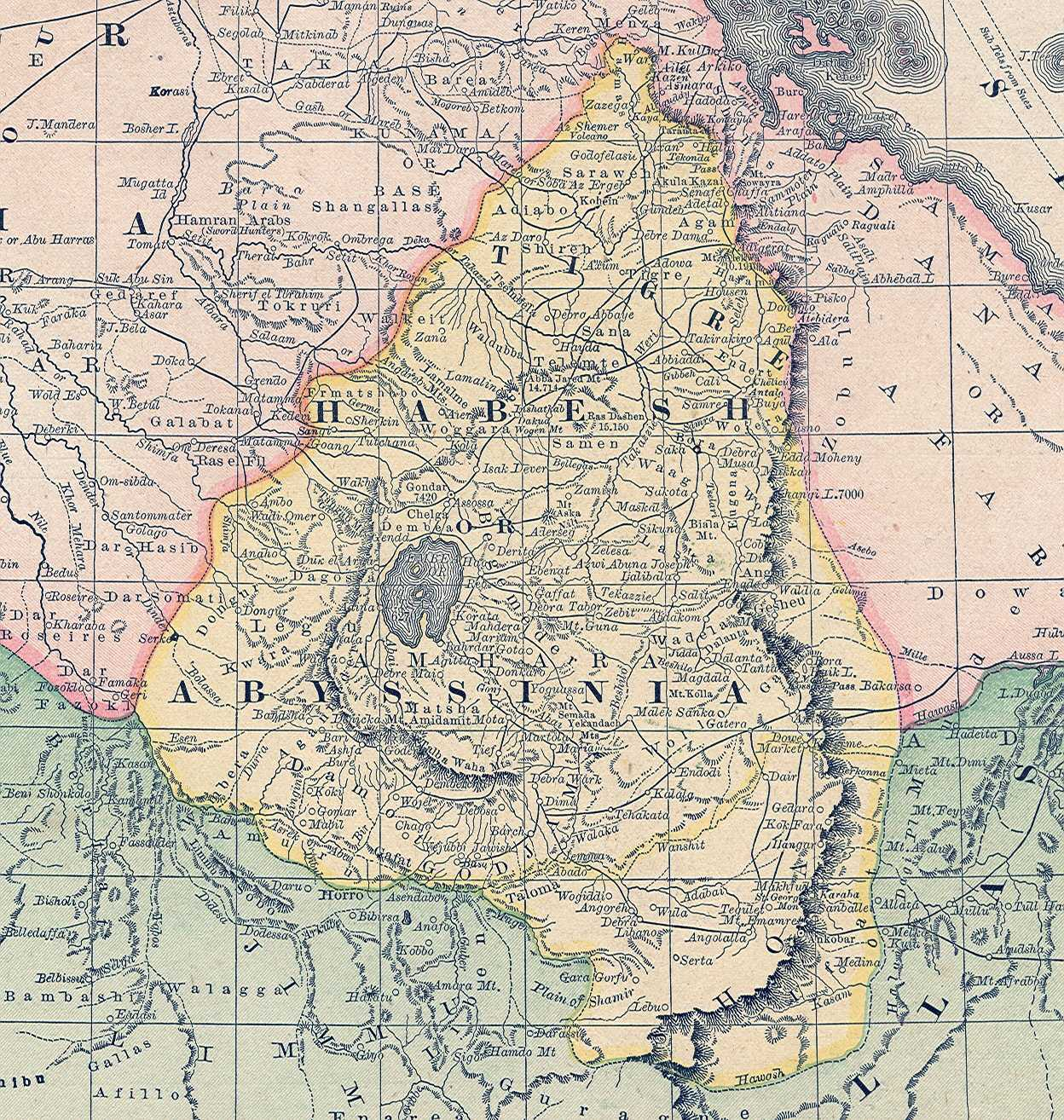
Etiopské císařství roku 1891

80. léta 19. století byla ve znamení „rvačky o Afriku“ mezi evropskými mocnostmi a modernizace Etiopie. Do oblasti východní Afriky expandovala Itálie, která se rovněž pokusila připojit Etiopii ke svým koloniím. Italské úsilí o ovládnutí Etiopie v 19. století vyvrcholily roku 1896 v bitvě u Adwy, kde italské expediční sbory utrpěly od vojsk císaře Menelika II. těžkou porážku. Vítězství Etiopanů tehdy vzbudilo pozornost celého světa a císařství tak uhájilo svou nezávislost. Itálie s Etiopií následně 26. října 1896 podepsaly prozatímní mírovou smlouvu.

### Druhá světová válka
Roku 1935 italská armáda pod velením maršála Emilia De Bona provedla ze sousedního Italského Somálska invazi do Etiopie. Válka trvala sedm měsíců a skončila drtivým vítězstvím italských expedičních sborů. Císař Haile Selassie I. tehdy marně naléhal na Společnost národů, ta však do situace účinně nezasáhla. Proti italské intervenci se sice postavil Sovětský svaz, ale ten se ke konci třicátých let začal sbližovat s největším evropským spojencem Italů - nacistickým Německem, jehož diplomacie brzy sovětské agitace ve prospěch Etiopie ztlumila. Francie a Velká Británie nakonec uznaly anexi Etiopie a císař, který se nedočkal pomoci, odešel do exilu.

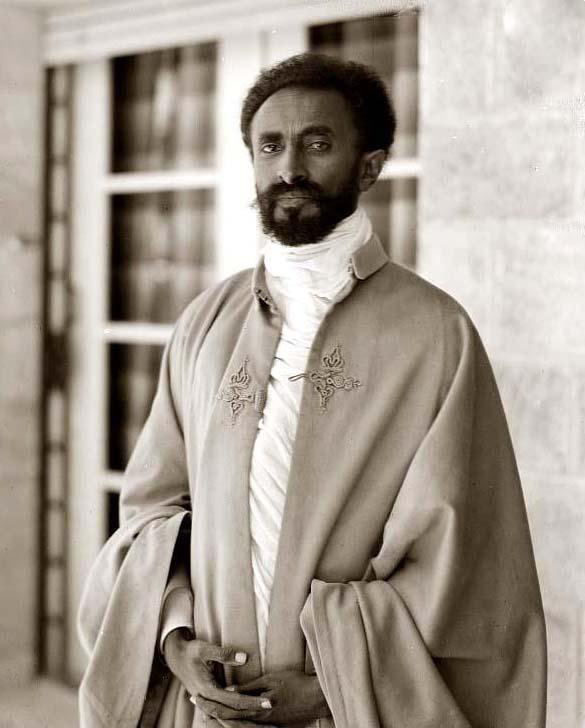
Poslední vládnoucí etiopský císař Haile Selassie I.

Po vypuknutí válečného konfliktu mezi Etiopií a Itálií působil v císařských službách český krajan Ing. Adolf Parlesák (autor knihy Habešská odyssea), který se jako vojenský poradce spolu se svými přáteli zúčastnil i několika bitev v severní Etiopii (konflikt pokrývali i čs.váleční zpravodajové), a který po porážce v květnu 1936 odešel s císařem do emigrace a po válce se vrátil do vlasti.
Z italských východoafrických kolonií a území Etiopie byla vytvořena kolonie zvaná Italská východní Afrika. Italové svou vládu neudrželi dlouho, protože se museli soustředit na válku v Evropě. Roku 1941 byla Etiopie osvobozena spojeneckou armádou a 6. dubna téhož roku se triumfálně vrátil císař Haile Selassie do Addis Abeby. Protože Etiopie byla po druhé světové válce spojencem Spojených států, byla k ní ze strategických důvodů připojena Eritrea, kterou před válkou ovládali Italové.

### Pád císařství
Roku 1974 se moci v císařství chopila vojenská junta, zvaná Derg (Rada), která si na císaři vynutila změnu vlády. Později onu vládu důstojníci Dergu sami svrhli, chopili se přímo moci, císaře sesadili a uvrhli do domácího vězení. Ani Derg samotný nebyl zcela názorově jednotný, část z jeho vůdců byla pro cestu konstituční monarchie v čele s generálem Amanem Andomem, část byla orientována marxisticky. Nakonec proběhl převrat a komunističtí důstojníci získali převahu. Následně byla zrušena monarchie a Etiopie se proměnila v komunistický stát s orientací na Sovětský svaz.